# Танайка (Башкортостан)
Танайка (баш. Тәнәй) — деревня в Благовещенском районе Республики Башкортостан Российской Федерации. Входит в состав Бедеево-Полянского сельсовета (с 1981 года).

## География

### Географическое положение
Расстояние до:
- районного центра (Благовещенск): 57 км,
- центра сельсовета (Бедеева Поляна): 12 км,
- ближайшей ж/д станции (Загородная): 102 км.

## История
Образован при реке Бурна в 1893 году переселенцами из Вятской губернии как Танаевский починок. При содействии Крестьянского поземельного банка переселенцы купили участок земли у Подъячева по цене 18 рублей за десятину. Кроме того, в течение некоторого времени крестьяне арендовали на стороне пашню и покос. В 1895 году насчитывалось 107 дворов и 611 человек, были отмечены ободное заведение и бакалейная лавка. Сначала Танаевский починок входил в приход села Седяш, а с начала XX века — в приход села Поляны. Среди крестьян починка было немало Балобановых, Жеребцовых, Ерохиных. Также в починке проживали Сафоновы, Новиковы, Бурдины, Анкудиновы, Бакулины, Рогозины, Двоеглазовы, Проскуряковы, Бабкины Граховы и другие. В начале XX века было образовано одноимённое сельское общество, также в начале XX века в починке появляется земская одноклассная школа. В 1909 году в школе работало два учителя и обучалось 92 ученика. К 1913 году насчитывалось 107 крестьянских хозяйств и 667 крестьян, 106 хозяев входили в земельное товарищество, в собственности которого находилась вся земля — 1500 десятин. Большинство крестьян жили скромно, только одна семья относилась к кулачеству (более 40 десятин земли и 10 десятин посева). Четверо хозяев держали по три рабочих лошади, 39 хозяев — по две; 9 хозяев — не менее трех коров; 27 — по две коровы.
В 1917 году в Танаевском починке насчитывалось 128 домохозяйств и 799 человек, в том числе пять семей посторонних и 13 белорусов — беженцев.Самым зажиточным крестьянином был 53-летний В. Е. Морозов. Его семья состояла из 12 человек, а хозяйство включало 33,2 десятины земли; 9,4 десятины посевы, трех лошадей, восемь коров, шесть овец и десять свиней. 49-летний Михаил Артемьевич Пермяков (шесть человек в семье), его хозяйство включало 30 десятин земли, 8,5 десятины, держал двух лошадей, семь коров и семь свиней. 
В 1930-е — 1950-е гг. деревня входила в колхоз «Память Ленина»,  в 1957 году  вошла в состав совхоза «Полянский»

### Административно-территориальная принадлежность
с 1930-х и до 1981 года деревня входила в состав Седяшевского сельсовета (1937—1963 гг. — в составе Покровского района БАССР). Переведена в состав Бедеево-Полянского сельсовета Указом Президиума Верховного Совета Башкирской АССР от 22.09.1981 N 6-2/350 «О перечислении д. Танайка из Седяшевского сельсовета в состав Бедеево-Полянского сельсовета Благовещенского района»).

## Население
| 2002 | 2009 | 2010 |
| ---- | ---- | ---- |
| 70   | ↘60  | →60  |

Историческая численность населения: В 1939 году в деревне насчитывалось 304 человека, в 1969—285, в 1989 — 84.

### Национальный состав
Согласно переписи 2002 года, преобладающая национальность — русские (93 %).

## Инфраструктура
Было развито коллективное и личное подсобное хозяйство .

## Транспорт
Стоит на автодороге 80Н-184 «Благовещенск — Павловка» (идентификационный номер 80 ОП МЗ 80Н-184).